# 石坂わたる
石坂 わたる（いしざか わたる、1976年9月11日 - ）は、日本のソーシャルワーカー、教諭、政治家。発達障害児の教育と心理を専門とする。中野区議会議員（4期）。

## 人物・来歴
東京都大田区に生まれ、稲城市で育った。2000年3月、成蹊大学経済学部経済学科国際社会コースを卒業。2001年、千葉大学特殊教育特別専攻科発達障害教育専攻修了。2002年、旭出養護学校 (現・旭出学園) の教諭となる。
2007年4月22日投票の東京都中野区議会議員選挙（定員42名）へ無所属で立候補。1091票獲得するも落選した（56名中51位。最下位当選者とは567票差）。障害児教育関係の職務経験と、セクシャルマイノリティ関係のボランティア・活動経験を活かしての立候補であったが、オープンリーで立候補をした、日本初の性的指向におけるマイノリティ公職者の誕生はならなかった。
2010年、立教大学大学院21世紀社会デザイン研究科博士前期課程修了。
2011年4月24日投票の中野区議会議員選挙へ前回同様無所属で立候補。「性的マイノリティのために働く当事者」というイメージを払拭すべく、「すべての社会的マイノリティの多様性の尊重」、「全て区民の『不安と孤立を見捨てない』」、「マイノリティとマジョリティの協働」を打ち出した結果、1620票を獲得して定員42名中39位で初当選を果たした。これにより、同日豊島区議会に初当選を果たした石川大我と共に、日本初のオープンリー・ゲイの公職者となった（なお、トランスジェンダーの公職者としては、2003年以来世田谷区議を務めている上川あやがいる）。また、中野区初の精神保健福祉士資格を持つ議員でもある。
2015年4月26日投票の中野区議会議員選挙へ無所属で立候補し、1,783票を獲得して定員42名中32位で再選。
同性パートナーシップ制度を条例化した渋谷区に先駆けて、同性カップルの同居を含む住み替え支援事業、中野区の「防災緊急連絡カード」の連絡先対象に同性パートナーを含ませる（災害時に安否確認を区に照会した場合、同性カップルでも「同居の親族」と同等な情報がもらえる）、同性間DVに対して異性間の事実婚におけるDVと同様に相談対応をすることなどを実現した。
2017年7月6日、豊島区議の石川大我、世田谷区議の上川あや、文京区議の前田邦博、埼玉県入間市議の細田智也らとともに「LGBT自治体議員連盟」を設立した。性的少数者の人権を守る条例や施策を、地方議会を通じて全国の自治体に広げていくことを目指す。同連盟には趣旨に賛同する全国62自治体の議員78人（元職も含む）も参加した。
2019年4月21日投開票の中野区議会議員選挙へ無所属で立候補し1771票を獲得して定員42名中35位で3選。
2023年4月23日投開票の中野区議会議員選挙へ無所属で立候補し1800票を獲得して定員42名中33位で4選。

## 活動歴
- コープとうきょう（生活協同組合）　中野区選出組合員総代
- 中野ボランティアセンター登録ボランティア（被災地支援、福祉まつり実行委員、セクシュアルマイノリティについての福祉カレッジ講師）
- 日本家政学会会員（保育・発達・子ども家庭福祉分野）
- 講演会講師・スピーカー（静岡県男女共同参画センター県民企画講座、名古屋高校生サマーセミナー、家族研究・家族療法学会など）
- 同性愛者向けSNS「ゲイコム」でのニュース記事執筆
- コミュニティセンター akta において、HIV予防啓発活動
- 立花隆ゼミ ゼミ長
- 同性愛者の当事者としてセクシュアルマイノリティの福祉に関わる当事者団体や顕在化に関する団体に参加。

## 著作物
- （共著）福祉臨床シリーズ編集委員会編　『 精神保健福祉援助演習（専門）』弘文堂　2012年　ISBN 978-4-335-61110-0 C3347
- （共著）『ドキュメント地方政治II　議会はあなたを待っている市川房枝政治参画フォーラムでの学びと実践から』女性と政治センター　2014年　ISBN 978-4-901045-16-2
- （執筆）　日経グローカル　250号（2014.8.18） 　『少数者の視点を政策に反映　障害児・者の環境改善に尽力』